# Fraternity Vacation
Fraternity Vacation (lançado no Brasil como "Férias da Pesada" e, posteriormente, renomeado como "A Primeira Transa de um Nerd" e "Quando a Turma Sai de Férias") é um filme-B para adolescentes de 1985 estrelado por Stephen Geoffreys como um candidato nerd à fraternidade Theta Pi Gamma na Universidade Estadual de Iowa, com Tim Robbins e Cameron Dye como garotos da fraternidade (ou, como eles são conhecidos por seus rivais de fraternidade de Iowa, "Theta Pigs"). Nas férias de primavera em Palm Springs, Califórnia, vários garotos competem pelos afetos de uma sofisticada jovem, interpretada por Sheree J. Wilson.

## Sinopse
Narra a história de dois jovens que vão à caça de garotas em Palm Springs, na Califórnia. Contudo, eles estão acompanhados do nerd Wendell, uma vez que seus pais é que estão pagando a viagem.

## Elenco
- Stephen Geoffreys ... Wendell Tvedt
- Sheree J. Wilson ... Ashley Taylor
- Cameron Dye ... Joe Gillespie
- Leigh McCloskey ... Charles 'Chas' Lawlor III
- Tim Robbins ... Larry 'Mother' Tucker
- Matt McCoy ... J.C. Springer
- Amanda Bearse ... Nicole Ferret
- John Vernon ... Chief Ferret
- Nita Talbot ... Mrs. Ferret
- Barbara Crampton ... Chrissie
- Kathleen Kinmont ... Marianne
- Max Wright ... Millard Tvedt
- Julie Payne ... Naomi Tvedt
- Franklin Ajaye ... Harry
- Charles Rocket ... Madman Mac
- Britt Ekland ... Eyvette

## Recepção
Fraternity Vacation não foi um grande sucesso nas bilheterias, ganhando pouco mais de US$3 milhões. A recepção crítica para o filme também foi predominantemente desfavorável. Roger Ebert deu ao filme uma estrela, sua menor classificação:
Não me faça mal. Não tenho nada contra comédias sexuais. Tudo o que me oponho é o fato de que "Fraternity Vacation" está brincando com meio baralho — a metade masculina. Os homens são os personagens e as mulheres são os objetos.
Gene Siskel deu ao filme zero estrelas, chamando-o de mais uma comédia sexual universitária, um filme que não tem uma única faceta redentora. Janet Maslin, do The New York Times, escreveu: "O material é mais sorridente do que engraçado, e o elenco não é particularmente simpático." Variety escreveu: "Nem extremamente nojento nem insuportavelmente engraçado, o filme, no entanto, mantém uma atitude alegre ao longo de toda a maneira como os personagens adolescentes solteiros perseguem o sexo oposto com toda a sutileza dos cães verificando uns aos outros." Michael Wilmington, do Los Angeles Times, pensou que o filme tinha um "elenco brilhante" e "direção habilmente rápida", mas foi derrotado por um roteiro "desprovido de surpresas e ideias — e muitas vezes personagens". Uma crítica no The Tech (MIT) disse que o filme era um mau exemplo de seu gênero, e "não vale a pena ver a menos que você esteja realmente no clima para este tipo de filme".